# NootTV
 (novembre 2010).
Si vous disposez d'ouvrages ou d'articles de référence ou si vous connaissez des sites web de qualité traitant du thème abordé ici, merci de compléter l'article en donnant les références utiles à sa vérifiabilité et en les liant à la section « Notes et références ».
Noot TV est éditée par des professionnels de l’audiovisuel à l'île de la Réunion. Elle a été lancée le jeudi 17 octobre 2008 avec des bandes annonces et des clips musicaux avant de réellement émettre ses programmes le jeudi suivant. NootTV se veut la vitrine de la culture réunionnaise en proposant des clips, des sitcoms, des courts métrages... couleurs locale.
Prenant la place de kanal Austral à son lancement, NootTV fut victime d'un quiproquo. Kanal austral étant une chaine de culture aussi, pour beaucoup NootTV était sa remplaçante or Kanal Austral, bien que privé de diffusion n'était pas mort et put reprendre une diffusion peu après. 
NootTV est diffusée sur Parabole Réunion, et a cessé d'être diffusée par SFR en mai 2018.